# Köhlerschildkröte

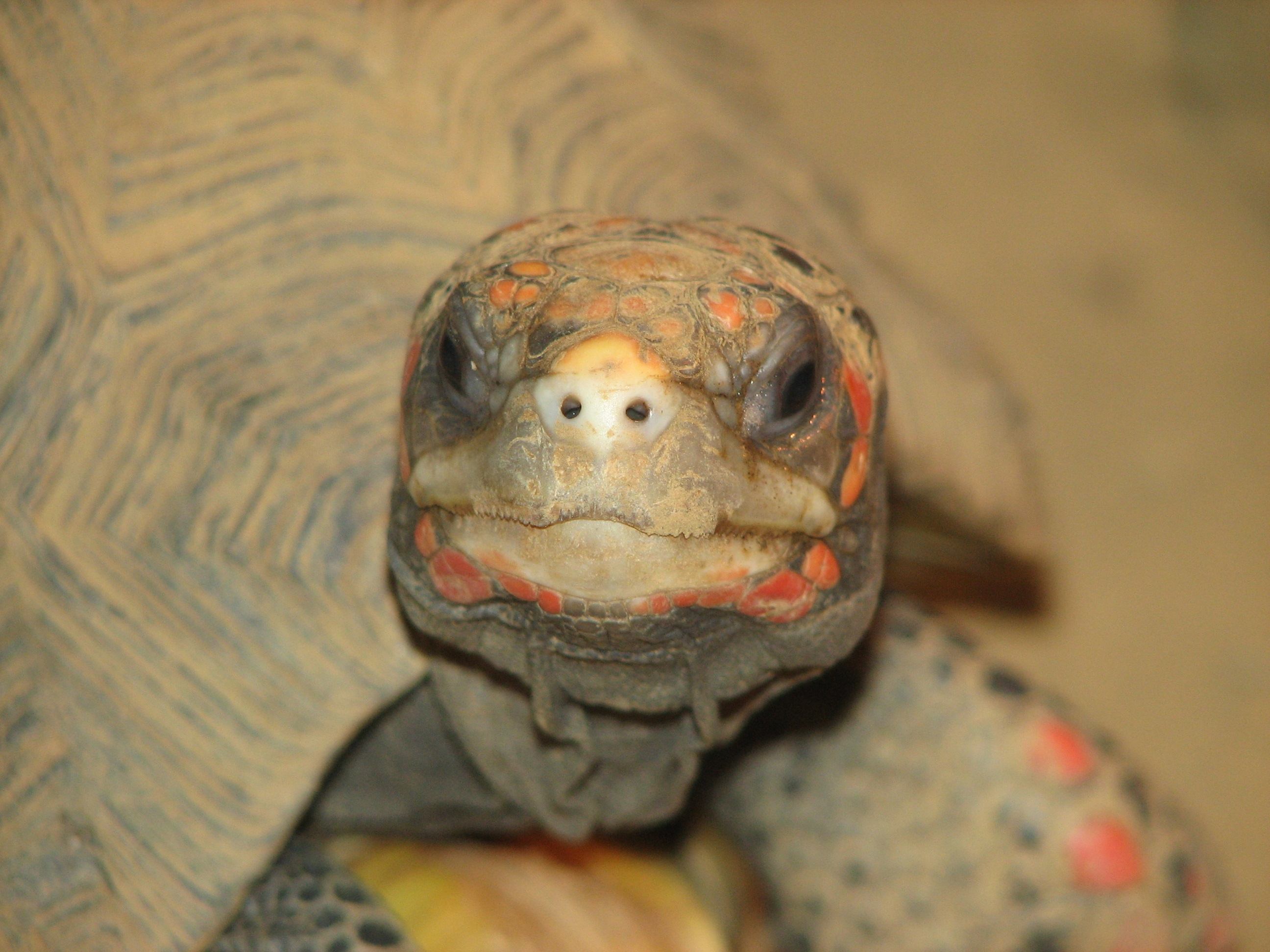
Kopf der Köhlerschildkröte

Die Köhlerschildkröte (Chelonoidis carbonarius, Syn.: Geochelone carbonaria) ist eine im tropischen Südamerika lebende Landschildkrötenart der Gattung Chelonoidis aus der Familie der Landschildkröten (Testudinidae). Sie wurde früher und teilweise in der Literatur immer noch in die Gattung Geochelone gestellt.

## Merkmale
Die Köhlerschildkröte ist eine relativ große Schildkrötenart, sie kann bis zu 50 cm groß und über 20 kg schwer werden. Die Grundfarbe des bei adulten Exemplaren hochgewölbten Carapax, der Gliedmaßen, des Kopfes und des Halses ist schwarz. Auffällig sind jedoch die gelben, orangen oder manchmal auch roten Hornschuppen an den vorderen und gelegentlich auch an den hinteren Gliedmaßen. Eine ähnliche Fleckenzeichnung befindet sich auch auf dem Kopf, individuell verschieden in Form von Einzelflecken oder flächiger Färbung. Das Plastron ist manchmal einfarbig gelb, manchmal gelb mit schwarzer oder dunkelbrauner und immer unregelmäßiger Fleckenzeichnung. Die einzelnen Schilde (Areolen) des Rückenpanzers haben auffällige gelbe Zentren. Die hohen Beine und der stelzenartige Gang sind für die Köhlerschildkröte charakteristisch und ermöglichen ihr die Fortbewegung auf sumpfigen Steppen und in Laubwäldern.

## Vorkommen
Die Heimat der Köhlerschildkröte ist das tropische Südamerika, wo sich ihre Verbreitung in eine nördliche und in eine südliche Zone teilt. Im Norden findet man sie zwischen Panama und dem nördlichen Brasilien, im Süden von den südlichen Teilen Brasiliens über Peru, Bolivien und Paraguay bis Argentinien. Sie ist von den tropischen über die subtropischen Zonen im Süden bis zum 25. Breitengrad vertreten. Dort gibt es einen regelmäßigen Wechsel zwischen heißen Sommern und trockenen Wintern. Köhlerschildkröten sind im tropischen Regenwald aber auch in Savannen beheimatet. 
In diesem weiten Verbreitungsgebiet unterschieden sich die Köhlerschildkröten in Größe und Färbung recht deutlich. Populationen mit nur etwa 20 cm Carapaxlänge erreichenden Exemplaren leben in Argentinien. Demgegenüber sind die größten Individuen aus Brasilien bekannt. 

## Lebensweise
Über die Lebensweise in der Natur ist nur sehr wenig bekannt. Köhlerschildkröten leben im trockenen Flachland, in Graslandschaften und daran angrenzenden Waldregionen. Manchmal findet man Köhlerschildkröten auch in offenen Bereichen feuchter Regenwäldern. Die Nahrung besteht zu einem großen Teil aus pflanzlicher Kost aber auch aus Aas. 
Die Fortpflanzungszeit beginnt gewöhnlich mit der einsetzenden Regenzeit. Das Weibchen legt die 6 bis 10 Eier in ein selbstgegrabenes, nur etwa 10 cm tiefes Nest. Nach durchschnittlich 5 Monaten schlüpfen die jungen Schildkröten. 
Aufgrund der fortschreitenden Lebensraumzerstörung gelten alle Landschildkrötenarten Südamerikas als vom Aussterben bedroht (IUCN Status Vulnerable). Ihr Handel wird durch das Washingtoner Artenschutzübereinkommen reglementiert (WA, Anhang II).

## Fortpflanzung
Die Fortpflanzungszeit beginnt mit der einsetzenden Regenzeit. Die Balz ist ritualisiert: Männchen umkreisen die fortpflanzungsbereiten Weibchen und beißen ihnen dabei immer wieder in die Beine. Die Kloakenregion des Weibchens wird dabei intensiv berochen. Schließlich positioniert sich das Männchen frontal vor dem Weibchen und wiegt seinen Kopf hin und her, bevor es zur Paarung kommt.
Die Weibchen graben später eine acht bis zwölf Zentimeter große Nistgrube. Das Gelege besteht in der Regel aus sechs bis zehn Eiern. Die Brutdauer ist abhängig von der Umgebungstemperatur sowie der Luftfeuchtigkeit und beträgt zwischen 100 und 150 Tagen.

## Bedeutung für den Menschen
In ihrer Heimat werden Köhlerschildkröten wegen ihres Fleisches gefangen. Als Terrarientier spielt diese Art keine große Rolle. Sie wird jedoch von wenigen Spezialisten und in einigen zoologischen Gärten erfolgreich gepflegt und vermehrt.